# Liste d'architectes du Moyen Âge
Liste d'architectes du Moyen Âge :
| Liste des architectes                                               | | |
| Monuments                                                           | Noms | Dates |
| Cathédrale Notre-Dame (Paris)                                       | Jean de Chelles Pierre de Montreuil Pierre de Chelles Jean Ravy Jean le Bouteiller Raymond Du Temple | 1245 - 1257 1257 - 1267 1291 -après 1316 1318 - 1344 1344 - 1363 1363                                                                                             |
| Cathédrale Notre-Dame (Reims)                                       | Robert de Coucy ? Jean d'Orbais Jean Le Loup Gaucher de Reims Bernard de Soissons Robert II de Coucy | 1211 1231 1231 - 1247 1247 - 1255 1255 1311 |
| Cathédrale Notre-Dame (Amiens)                                      | Robert de Luzarches Thomas de Cormont Renaud de Cormont | 1220 - 1288 |
| Cathédrale Notre-Dame (Strasbourg)                                  | Erwin von Steinbach Johann fils d'Erwin Maître Gerlach Michael Parler (Michael von Freiburg, ou Gmünd) Ulrich d'Ensingen Jean Hültz Jodok Dotzinger Conrad Vogt Hans Hammer Conrad Sifer Jacob de Landshut Bernhard Nonnenmacher                                                              | 1275 - 1318 1318 - 1339 1341 - 1371 1383 - 1399 1405 -1419 1419 - 1449 1452 - 1472 - 1486 - 1490 - 1495 - 1509 1509 - 1519 1519 -                                 |
| Cathédrale Notre-Dame-de-l'Assomption (Clermont-Ferrand)            | Jean Deschamps | 1248 - 1280 |
| Cathédrale Notre-Dame (Évreux)                                      | Gautier de Varinfroy | 1253 |
| Cathédrale Notre-Dame (Chartres)                                    | Jean des Carrières Simon Daguon Huguet d'Ivry Jean Guignart Jean Cabours (Auxtabours) Laurent Vuatier Geoffroi Sevestre | 1300 1311 - 1316 1323 - 1335 1358 - 1367 1368 - 1372 1400 - 1416 1417                                                                                             |
| Cathédrale Saint-André (Bordeaux)                                   | Jean Deschamps Bertrand Deschamps | 1280 1320 |
| Cathédrale Saint-Bénigne (Dijon)                                    | Abbé Guillaume de Volpiano | 1002 |
| Cathédrale Saint-Étienne (Meaux)                                    | Gautier de Varinfroy | 1253 - 1268 |
| Cathédrale Saint-Étienne (Metz)                                     | Pierre Perrat | 1376 - 1400 |
| Cathédrale Saint Etienne (Sens)                                     | Guillaume de Sens | ? - 11 août 1180 |
| Cathédrale Saint-Étienne (Toul)                                     | Pierre Perrat Jacquemin de Lenoncourt Tristan de Hattonchâtel | - 1400 - 1460 1460 |
| Cathédrale Saint-Jean-Baptiste (Perpignan)                          | Guillem Sagrera Pere de Vallabrera | 1416 - 1422 1469 |
| Cathédrale Saint-Just-et-Saint-Pasteur (Narbonne)                   | Jean Deschamps Dominique de Fauran Jacques de Fauran (ou Faveran) | 1286 1295 - 1309 1309 - 1336 |
| Ancienne cathédrale Saint-Maurice (Mirepoix)                        | Pierre Peysson (Pierre Poisson) | 1327 |
| Abbatiale Saint-Benoît (Saint-Benoît-sur-Loire)                     | Abbé Gauzlin (concepteur de la tour-porche) Adam (magister operis"" de la nef) Girard (magister operis de la nef) Ranulfus (magister operis de la nef) | 1026 - 1030 1144 1160 1167 |
| Abbatiale Notre-Dame (Bernay)                                       | Abbé Guillaume de Volpiano | 1025 - 1031 |
| Basilique Saint-Hilaire-le-Grand (Poitiers)                         | Gautier Coorland | Après 1025 |
| Abbatiale Cluny III (Cluny)                                         | Gauzon Hézelon de Liège | 1088 - vers 1110 vers 1110 - 1130 |
| Abbatiale Saint-Ouen (Rouen)                                        | Alexandre de Berneval Colin de Berneval | - 1440 1440 - |
| Abbatiale Saint-Nicaise (Reims)                                     | Hugues Libergier Robert II de Coucy | 1231 - 1264 1264 - 1311 |
| Abbaye de Maubuisson (Saint-Ouen-l'Aumône)                          | Richard de Torni | 1236 - 1242 |
| Abbatiale Saint-Pierre (Orbais-l'Abbaye)                            | Jean d'Orbais | - |
| Abbaye de Saint-Germain-des-Prés (Paris)                            | Pierre de Montreuil | 1238-1255 |
| Abbatiale Saint-Robert (La Chaise-Dieu)                             | Hugues Morel | 1344 |
| Prieuré Saint-Martin-des-Champs (Paris) Réfectoire                  | Pierre de Montreuil | - |
| Chartreuse de Champmol (Dijon)                                      | Drouet de Dammartin | 1383 |
| Chartreuse Saint-Sauveur (Villefranche-de-Rouergue)                 | Conrad Rogier Jean Coupiac | 1452 - 1462 |
| Basilique Saint-Denis (Saint-Denis)                                 | Maître de Saint-Denis Pierre de Montreuil | 1231 1247 |
| Sainte-Chapelle (Paris)                                             | Robert de Luzarches ? Pierre de Montreuil ? | 1241 - 1245 |
| Sainte-Chapelle (Vincennes)                                         | Raymond du Temple | 1379 - 1404 |
| Sainte-Chapelle (Riom)                                              | Guy ou Guyot de Dammartin Hugues Foucher | 1389 1395 - 1412 |
| Église Saint-Jean (Najac)                                           | Béranger Dornet | 1258 - 1269 |
| Église Saint-Mathurin (Larchant)                                    | Pierre de Chelles | vers 1300 |
| Église Saint-Maclou (Rouen)                                         | Pierre Robin | 1436 |
| Église Saint-Urbain (Troyes)                                        | Jean Langlois | 1262 - 1266 |
| Église Saint-Nicolas-de-Tolentin (Bourg-en-Bresse)                  | Loys van Boghem (Beughem\|Louis Van Beughem) | 1513 - 1530 |
| Cathédrale de Modène (Modène)                                       | Lanfranco Wiligelmo | 1099 - - 1184 |
| Cathédrale de Cantorbéry                                            | Guillaume de Sens Guillaume l'Anglais Henry Yevele | ? - 11 août 1180 - 1184 1377 - 1400 |
| Cathédrale de Chester                                               | Richard Lenginour Nicholas de Derneford William Rediche Seth Derwall George Derwall | 1283 - 1315 1323 1485 1493 - 1525 1525 - 1537 |
| Cathédrale de Wells (Wells)                                         | William Wynford | 1365 |
| Cathédrale de Winchester (Winchester)                               | William Wynford | 1394 |
| Cathédrale d'Ely (Ely)                                              | Alan de Walsingham | 1321 |
| Cathédrale Notre-Dame (Tournai)                                     | Walter de Marvis | 1243 - 1255 |
| Cathédrale Saint-Jean (Bois-le-Duc)                                 | Willem van Kessel | 1370 |
| Cathédrale Saint-Guy (Prague)                                       | Mathieu d'Arras Peter Parler Jean Parler | 1344 - 1352 1356 - 1398 1398 - 1406 |
| Cahédrale Sainte-Eulalie (Barcelone)                                | Jacques Fabre | 1317 - 1356 |
| Cathédrale Sainte-Marie (Burgos)                                    | Maître Enricus Juan de Colonia Simón de Colonia Francisco Colonia | 1261 - 1277 1460 1482 1517 |
| Cathédrale Sainte-Marie de Gérone                                   | Maître Henri Jacques de Fauran (ou Faveran) Guillermo Cors | 1292 - 1321 1321 - 1330 1330 |
| Cathédrale de l'Incarnation (Grenade)                               | Juan Gil de Hontañón Enrique Egas Diego de Siloé | 1518 - 1523 1528 - 1563 |
| Cathédrale Sainte-Marie (León)                                      | Maître Enricus | 1260 - 1270 |
| Cathédrale Sainte-Marie (Palma de Majorque)                         | Pons des Coll Guillem Sagrera | Vers 1300 1407 - 1447 |
| Cathédrale Notre-Dame-du-Siège (Séville)                            | Alonso Martinez Ysambert Maître Carlin Juan Norman Simón de Colonia | 1420 - 1439 - - |
| Cathédrale Sainte-Marie (Tolède)                                    | Maître Martin Pedro Perez Rodrigo Alfonso Alvar Martinez Hannequin de Bruxelles | 1226 - 1234 1234 - 1291 - 1450 |
| Cathédrale de Tortosa                                               | Benoît Dalguayre | 1366 |
| Cathédrale de Milan                                                 | Annechino d'Allemagne Simone da Orsenigo Antonio di Vincenzo Heinrich III Parler Jean Mignot Filippino degli Organi Giovanni Solari Guiniforte Solari | 1387 1387 - 1391 1391 1392 1400 - 1401 1407 - 1448 1452 - |
| Cathédrale d'Orvieto (Orvieto)                                      | Fra’ Bevignate Lorenzo Maitani | - 1308 - 1310 |
| Cathédrale Sainte-Élisabeth (Košice)                                | Stephanus Lapicidus (Stephan Steymetz) | 1464 - 1490 |
| Cathédrale Saint-Étienne (Vienne)                                   | Konrad der Maurer Ulrich Helbling Wenzel Parler Peter von Prachatitz Hans von Prachatitz Mathes Helbling Hans Puchsbaum Laurenz Spenning Simon Achleitner Jörg Kling Jörg Öchsl Anton Pilgram Hans Saphoy Bonifác Wohlmut Hans Herstorffer (de) Veith Steinböck (de) Johann Carl Trumler (de) | - 1403 - 1404 1404 - 1429 1429 - 1437 1437 - 1444 1444 - 1454 1454 - 1477 1477 - 1488 1488 - 1506 1506 - 1510 1511 - 1515 1556 - 1578 - 1641 - 1650 - 1713 – 1720 |
| Cathédrale Saint-Pierre (Ratisbonne)                                | Maître Ludwig Maître Albrecht Liebhart der Mynner Wenzel Roritzer (ou Roriczer) Andreas Engel Konrad Roritzer (ou Roriczer) Mathias Roriczer Wolfgang Roriczer Erhard Heydenreich Ulrich Heydenreich                                                                                          | vers 1283 - av. 1306 vers 1318 vers 1395 vers 1415 - 1419 1419 - 1456 1456 - 1477 1477 - 1495 1495 - 1514 1514 - 1524 1524 - vers 1538                            |
| Cathédrale d'Ulm (Ulm)                                              | Heinrich II Parler Michael Parler Heinrich III Parler Ulrich d'Ensingen Hans Kuhn | 1377 1381 - 1387 1387 - 1391 1392 - 1417 1417 - |
| Cathédrale d'Uppsala (Uppsala)                                      | Étienne de Bonneuil | 1287 |
| Cathédrale de Berne (Berne)                                         | Mathieu Ensinger | 1420 - 1451 |
| Église de la Sainte-Croix (Heilig-Kreuz-Münster) (Schwäbisch Gmünd) | Heinrich I Parler l'Ancien | vers 1331 - 1370 |
| Église Sainte-Barbe (Kutná Hora)                                    | Peter Parler Mathias Rajsek Benedikt Ried | 1388 - 1506 1512 - |
| Église Saint-Nicolas (Louny)                                        | Benedikt Ried | 1520 |
| Ancienne église des Franciscains (Salzbourg)                        | Hans von Burghausen | 1408 |
| Église Saint-Martin (Landshut)                                      | Hans von Burghausen | 1390 |
| Basilique Santa Croce                                               | Arnolfo di Cambio | 1294 |
| Abbaye de Westminster (Londres)                                     | Henry de Reyns (Reims ?) Henry Yevele | 1246 - 1253 1362 - 1400 |
| Abbaye de Westminter (Londres) - Chapelle d'Henry VII               | Robert Janyns, Jr. Robert Vertue ? William Vertue ? | 1503 - 1506 1506 - 1509 |
| Chapelle de King's College (Cambridge)                              | Reginald Ely John Wastell | 1446 - 1471 1486 - 1490 |
| Église Sainte-Marie-de-la-Mer (Barcelone)                           | Béranger de Montagut | 1328 |
| Collégiale basilique Notre-Dame-de-l'Aurore (Manresa)               | Béranger de Montagut | 1322 - 1328 |
| Monastère de Batalha                                                | Afonso Domingues David Huguet (Maître Ouguete) | - 1402 - 1438 |
| Chartreuse de Mirafores (Burgos)                                    | Juan de Colonia Simón de Colonia | 1454 1499 |
| Église San Juan de los Reyes (Tolède)                               | Juan Guas (Jean Goas) | 1477 - 1496 |
| Palazzo Vecchio (Florence)                                          | Arnolfo di Cambio | 1298 - 1302/1310 |
| Palais des papes (Avignon)                                          | Pierre Poisson (Pierre Peysson) Jean de Louvres (Jean de Loubières) | 1335 - 1342 1342 - 1351 |
| Château du Louvre (Paris) Grande vis du Louvre                      | Raymond du Temple | 1364 |
| Château de Vincennes                                                | Raymond Du Temple (enceinte) | 1372 - 1380 |
| Château des comtes de Poitou (Poitiers)                             | Guy ou Guyot de Dammartin | 1388 |
| Château de Mehun-sur-Yèvre (Mehun-sur-Yèvre)                        | Guy ou Guyot de Dammartin | - 1400 |
| Château de Gaillon                                                  | Colin Biart | 1504 - 1505 |
| Château de Blois (aile Louis XII)                                   | Colin Biart | avant 1510 |
| Castel Nuovo (Naples)                                               | Pierre de Chaulnes Perre d'Angincour Francesco Laurana Guillem Sagrera | 1279 1282 1453 1455 |
| Château de Windsor (Windsor)                                        | William de Wykeham William Wynford | 1364 |
| Palais de Westminster (Londres) Westminster Hall                    | Henry Yevele | 1395 |
| Château de Drum (Drumoak)                                           | Richard Cementarius | Après 1272 |
| Château de Caernarfon (Caernarfon)                                  | James of Saint George (Jacques de Saint-Georges d'Espéranche) | 1283 - 1292 |
| Château de Hradschin (Prague)                                       | Benedikt Ried | 1493 - 1510 |
| Château du duc Albert, Albrechtsburg (Meissen)                      | Arnold von Westfalen Conrad Pflüger | 1471 1481 - 1485 |
| Palais de l'Infantado (Guadalajara)                                 | Juan Guas (Jean Goas) | 1480 - 1483 |
| Hospices de Beaune (Beaune)                                         | Jean Rateau | 1443 |
| Winchester College (Winchester)                                     | William de Wykeham William Wynford | 1382 1382 - 1394 |
| Hôtel de ville (Bruxelles)                                          | Jacques van Thienen Jean Bornoy Jean van Ruysbroeck | 1402 1444 - 1463 |
| Hôtel de ville (Stadhuis) (Louvain)                                 | Sulpitius Van Vorst Jan Keldermans II Mathieu de Layens | 1439 1445 1448 - 1469 |
| Pont Saint-Bénézet (Avignon)                                        | Benoît ou Bénézet | 1177 - 1184 |
| Pont Charles (Prague)                                               | Oto Peter Parler | 1357 - - 1380 |
| Petit Pont (Paris)                                                  | Raymond du Temple | 1395 |